# 高齮
高齮（?—?），姜姓，高氏，齊國大夫。《史記》作高龁，中國春秋時期齊國的大夫子犹（梁丘據）的家臣。
前516年，齊景公想送被季孫意如逼出的魯昭公回國，申丰向高齮送禮，用两匹锦缎作为财礼，捆紧在一起像一块瑱圭：“如果你能收买子犹，我们让你当高氏的继承人，给你五千庾粮食。”高齮讓勸說齊景公不要積極支持魯昭公。